# Oracle Designer
Oracle Designer é um software tipo  CASE da Oracle que facilita o trabalho em equipes, no desenvolvimento de aplicações. Com pouca ou até mesmo sem codificação manual, o Designer possui uma grande repositório compartilhado para gerar aplicativos complexos em diversas linguagens 4GL, como Visual Basic, Web, C++, Etc.
Possui os seguintes modelos de análise de sistemas: ER (entidade e relacionamento), dataflow e funções de hierarquia.